# Petrarca Rugby 2006-2007
Questa voce raccoglie le informazioni riguardanti la Petrarca Rugby nelle competizioni ufficiali della stagione 2006-2007.

## Stagione
Nell'annata 2006-2007, il Petrarca è impegnato anche in campo internazionale, dopo la vittoria sul Rovigo nello spareggio alla fine del campionato precedente, che ha garantito ai bianconeri l'accesso alla European Challenge Cup 2006-2007. Il tecnico è Pasquale Presutti, alla sua prima esperienza da allenatore, che da giocatore aveva vinto quattro scudetti con il Petrarca negli anni settanta. La squadra viene rinforzata con giocatori di prestigio, tra i quali il tre quarti centro Manuel Dallan, il tre quarti ala samoano Silao Leaega e soprattutto il grande realizzatore di calci piazzati Nicky Little, mediano d'apertura figiano. Lo sponsor, come nelle stagioni precedenti, è l'azienda italiana di abbigliamento Carrera Jeans.

### Super 10
La stagione 2006-2007 del massimo campionato vede il riscatto del Petrarca rispetto alla mediocre stagione precedente. Dopo aver lottato per le principali posizioni, chiude la regular season al quarto posto, che gli dà diritto ad affrontare il Benetton Treviso nelle semifinali dei play-off. La partita di andata al Plebiscito di Padova, giocata sotto una pioggia battente e in uno stadio ricolmo, termina con una vittoria di misura (20-18), ma nella sfida di ritorno i trevigiani prevalgono per 20-5, ribaltando il risultato.
Nell'altra semifinale, il Calvisano viene eliminato dopo aver vinto l'andata con il Viadana. Tale vittoria garantisce alla squadra bresciana la partecipazione alla Heineken Cup 2007-2008, mentre il Petrarca viene ammesso alla meno prestigiosa European Challenge Cup 2007-2008. Il Benetton si aggiudicherà poi il titolo sconfiggendo 28-24 il Viadana in campo neutro a Monza, in una drammatica partita finita ai supplementari.

### Coppa Italia
Nel primo turno di Coppa Italia, il Petrarca viene inserito nel girone all'italiana con Calvisano, L'Aquila, Parma e Rovigo. Parma e Calvisano dominano il girone ed il Petraca viene eliminato chiudendo al terzo posto, nettamente staccato dalle prime.

### European Challenge Cup
La squadra padovana viene inserita nel girone a quattro con i francesi del Brive e del Montauban, e gli inglesi del Newcastle. Viene eliminata dopo sei secche sconfitte, con 47 punti fatti e 298 subiti.

## Giocatori stagione 2006-2007
- Allenatore: Pasquale Presutti.
- Ruolo ala: Bruno Doglioli e Alessandro Onori.
- Ruolo estremo: Alvaro Lopez Gonzales e Enrico Patrizio.
- Ruolo centro: Martin Acuna, Alberto Dal Corso, Manuel Dallan, Fabio Fagiotto, Lorenzo Innocenti, Silao Leaega, Luca Martin e Giacomo Preo (gioca anche come mediano d'apertura).
- Ruolo mediano di mischia: Emmanuel Billot, Stefano Canale e Nicola Leonardi.
- Ruolo mediano d'apertura: Nicky Little e Nicola Pavin.
- Ruolo numero 8: Sisa Koyamaibole.
- Ruolo pilone: Galo Alvarez Quinones (gioca anche come tallonatore), Giovanni Boccalon, Emanuele Brancalion, Michele Matteralia, Michele Rizzo e Andres Rondinelli.
- Ruolo seconda linea: Agustin Cavalieri, Chresten Davis, Alberto Saccardo e Daniele Tumiati.
- Ruolo tallonatore: Stefano Codo e Lorenzo Giovanchelli.
- Ruolo terza linea: Nicola Bezzati, Andrea Bresolin, Nicolas Galatro, Mariano Lorenzetti e Denis Zuanetto.